# Романца (кратки филм)
„Романца ” је југословенски кратки филм из 1962. године. Режирао га је Милорад Јакшић Фанђо који је написао и сценарио.

## Улоге
| Глумац            | Улога |
| ----------------- | ----- |
| Властимир Божовић |       |
| Зоран Јанковић    |       |
| Мирјана Унчевић   |       |